# Naphőerőmű

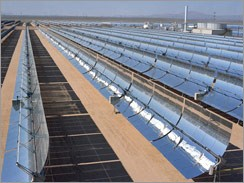
Parabolavályús naphőerőmű

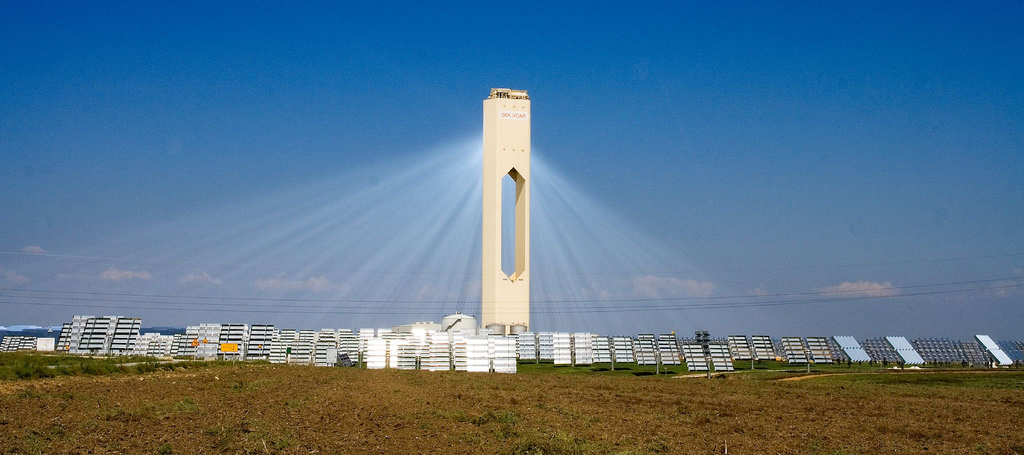
Tornyos naphőerőmű

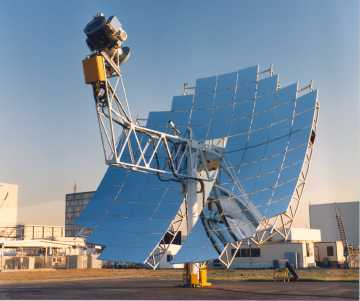
Tányéros naphőerőmű

Kéményes naphőerőmű

A naphőerőmű a naperőmű egyik fajtája, olyan hőerőmű, amely a Nap hőjével fejleszt forró gőzt vagy gázt és ezt például turbinák segítségével alakítja elektromos árammá. A naphőerőmű bejövő primer energiája a napsugárzás, kimenő energiája az elektromos áram, így mind a víz-, mind a tároló só közeg zárt körben kering, belső hőcserélőkön és hővisszanyerőkön keresztül.

## A naphőerőmű típusai

### Parabolavályús naphőerőmű
A parabolavályús elrendezésben egy-egy hosszú, parabola keresztmetszetű tükröző vályú keresztmetszeti fókuszpontjára merőlegesen, a vályú fókuszvonalában egy cső fut végig, amelyen átvezetik a felfűtendő folyadékot. Egy terület gazdaságos lefedéséhez sok ilyen párhuzamos vályút kell elhelyezni, amelyek keresztmetszeti parabolájának a tengelyét mindig a Nap felé fordítják.

### Tornyos naphőerőmű
A tornyos elrendezésben a felfűtendő folyadék egy toronyban van. A torony körül mozgatható állású síktükrök vannak körkörösen elhelyezve úgy, hogy a Nap sugárzását mindig mindegyik a torony tetejére irányítsa.
Újabban a naptoronyban nem vizet, hanem sóolvadékot melegítenek a középirányba mutató tükrök, így lehetővé vált az energia tárolása. A kálium- és nátrium-nitrát keverékét bevizsgálta az amerikai National Solar Thermal Test Facility, amely több tanulmány elkészítése után azt találta, hogy a sóolvadék hőkapacitása a leghatékonyabb közvetítő anyaggá teszi a masszát. Akár 500 megawattos csúcsteljesítményre is képes a rendszer, mely 500 000 amerikai háztartásnak képes elektromos áramot biztosítani.

### Tányéros naphőerőmű
A tányéros elrendezésben a műholdvevőre vagy rádiótávcsőre hasonlító felépítésben a tükröket egy nagy parabolakonzolon helyezik el, amelynek fókuszpontjában van a fűtendő folyadék. Az egész elrendezés együtt fordul mindig a Nap felé.

### Kéményes naphőerőmű
A kéményes vagy léghuzattornyos naperőmű egy kéményből és a lábait körülvevő napkollektorból áll. A napkollektor felmelegíti az alatta levő levegőt, amely beáramlik a kémény lábán levő beömlőnyílásokon, majd feláramlik a toronyban a kéményhatás következtében. A beömlőnyílásokban helyezik el a turbinákat, amelyek az elektromos áramot állítják elő.

## Hőtárolás naphőerőművekben
Az erőművekben, és ennek megfelelően a naperőművekben is a magas hőmérsékleten történő hőtárolás feladata merül föl. Különböző közegekkel és technikákkal működő tárolók ismertek. 
Termoolaj
Termoolaj (pl. naperőműveknél) egy szintetikus olaj hőhordozó. Jellemzően 250–350°C közötti hőmérsékleten működik. A szintetikus olaj sokkal jobban tűri a hőt, mint az ásványi. A megemelkedett hőmérséklet esetén sem okoz kokszképződést .
Sóolvadék
Atomerőművekben is használt közeg (Molten salt reactor – MSR). Az adalékokkal kiegészített sóolvadék zárt ciklusban üzemel. Hőmérséklete: 565-850 °C; a sóolvadék gőze nagyon alacsony nyomású. A naperőmű toronyban olvadt só folyadék áramlik, amit a nap energiája melegít fel. A rendszerben használt olvadt só ideális hőtároló közeg, mivel 500 °C felett is megőrzi folyékony halmazállapotát. A folyadék egy tartályba kerül, majd onnan tovább halad a gőzgenerátorba. A generátorba hideg vizet is engednek, amelyet a beérkező sós elegy felhevít, így gőz jön létre. A gőzt gőzturbinán vezetik át, ami áramot termel. Végül a lehűlt sós keveréket visszajuttatják a toronyba, ahol kezdődhet a folyamat elölről.
Kén közeges tároló
A PEGASUS programban szilárd kén részecskéket vezettek egy centrifugába, melyben az anyag felhevül, és a forró részecskék tárolóba kerülnek. 
Kerámiagolyós tároló
A német DLR által kifejlesztett technológia a kén közeges tároláshoz hasonló elven, de kis méretű, kb. 1 mm-es kerámiagolyókkal működik, melyeket 1000 °C-ra hevítenek egy centrifugában, melynek külső felét éri a napsugárzás (pl. toronyban), majd egy tárolóba esnek. Innen a folyamatos üzemhez további hőfejlesztésre használják. 

## Naphőerőművek listája
- Ivanpahi naperőmű, 392 MW, Ivanpah, Kalifornia, USA, – a világ legnagyobb naphőerőműve, egyben legnagyobb naperőműve
- SEGS naphőerőmű-rendszer, 354 MW, Kalifornia, USA – a világ második legnagyobb naphőerőműve
- Hászi r-Rmel hibrid naphőerőmű, Algéria – földgázerőművel kombinált hibrid naphőerőmű
- PS10 naphőerőmű, Spanyolország
- NUR, 1450 hektár, 160 MW, Ouarzazate, Marokkó
- Aalborg CSP, 26.929 m², 16,6 MW hő, Aalborg, Dánia – jelenleg távhőre dolgozik, a biomassza tüzelésű ORC ciklussal együtt erőműként 2017-ben
- Kathu parabolavályús erőmű, 100 MW, Northern Cape tartomány, Dél-Afrikai Köztársaság